# Ruth Schweikert
Œuvres principales
La poupée fourrée (1994), Ohio (2005)
Ruth Schweikert est une romancière, nouvelliste, essayiste et dramaturge suisse d'expression allemande, née le 15 juillet 1964 à Lörrach (Bade-Wurtemberg) et morte le 4 juin 2023 à Zurich.
Primée pour sa première nouvelle et pour deux de ses romans, elle est également lauréate en 2016 du Prix littéraire de Soleure et du Prix suisse de littérature.

## Biographie
Ruth Schweikert naît le 15 juillet 1964 à Lörrach, dans le Bade-Wurtemberg. Son père, Friedrich Schweikert, est suisse et exerce la profession de juriste ; sa mère, Elisabeth Schweikert, est allemande, secrétaire de formation et s'occupe du foyer familial, Elle a deux demi-sœurs nées d'une liaison cachée de son père.
Elle grandit à Aarau, dans le canton d'Argovie. Après y avoir obtenu sa maturité gymnasiale, elle donne naissance à son premier fils. Elle fait ensuite des études de théâtre à Ulm en Allemagne de 1986 à 1989, sans les achever[à vérifier].
Elle donne naissance à son deuxième fils en 1989. Elle travaille notamment comme vendeuse, puis en 1991 comme assistante réalisatrice à Zurich.
Elle enseigne pendant plusieurs années à l'Institut littéraire suisse, à Bienne.
Elle est l'épouse du cinéaste franco-suisse Eric Bergkraut (de), avec qui elle a trois autres fils,.
Diagnostiquée en 2016 d'un cancer du sein, dont elle guérit, elle meurt le 4 juin 2023 à Zurich d'une tumeur du cerveau.

## Parcours littéraire et artistique
Ruth Schweikert remporte en juin 1994 la bourse Bertelsmann du prix Ingeborg-Bachmann pour la nouvelle 50 Franken, qui relate les expériences d'une opératrice de téléphone rose.
Elle publie la même année un premier recueil de sept nouvelles, intitulé Erdnüsse. Totschlagen (La poupée fourrée dans sa traduction française), salué par la critique. Son premier roman, Augen zu, qui parle de la recherche d'identité d'une femme de 30 ans qui va perdre son enfant, paraît quatre ans plus tard, en 1998. Il est suivi en 2009 par Ohio, roman sur la fin tragique d'un mariage, puis en 2015 par une double saga familiale intitulée Wie wir älter werden,. Son dernier ouvrage, Tage wie Hunde, paru en 2019, est le journal de son cancer.
Elle signe une pièce de théâtre, Welcome home, mise en scène en 1998 au théâtre Neumarkt de Zurich (de), où elle reprend des éléments de  son roman Augen zu. Elle est également l'autrice d'articles et d'essais parus dans des anthologies, revues et journaux.
Elle tourne en 2020 une comédie avec son époux, intitulée Wir Eltern et parlant de leur vie familiale avec trois de ses cinq fils.

### Thématiques
Son œuvre traite de vies brisées, des errances de l'existence, de l'enlisement dans le passé, avec une forte place donnée à la famille, et ses écrits de fiction sont empreints de composantes autobiographiques. Elle s'attache à « retracer les distorsions que l'histoire contemporaine et mondiale laisse derrière elle dans les biographies individuelles » et ses personnages sont replacés dans leur contexte socio-culturel, qu'il s'agisse de fiction, ou de la narration largement autobiographique de son cancer. Ainsi, son roman  Wie wir älter werden traite d'un secret de famille inspiré par des faits réels, l'existence de deux demi-sœurs que son père a eues avec une autre femme que sa mère. Ces secrets de famille jouent aussi un rôle important dans Ohio.

### Style

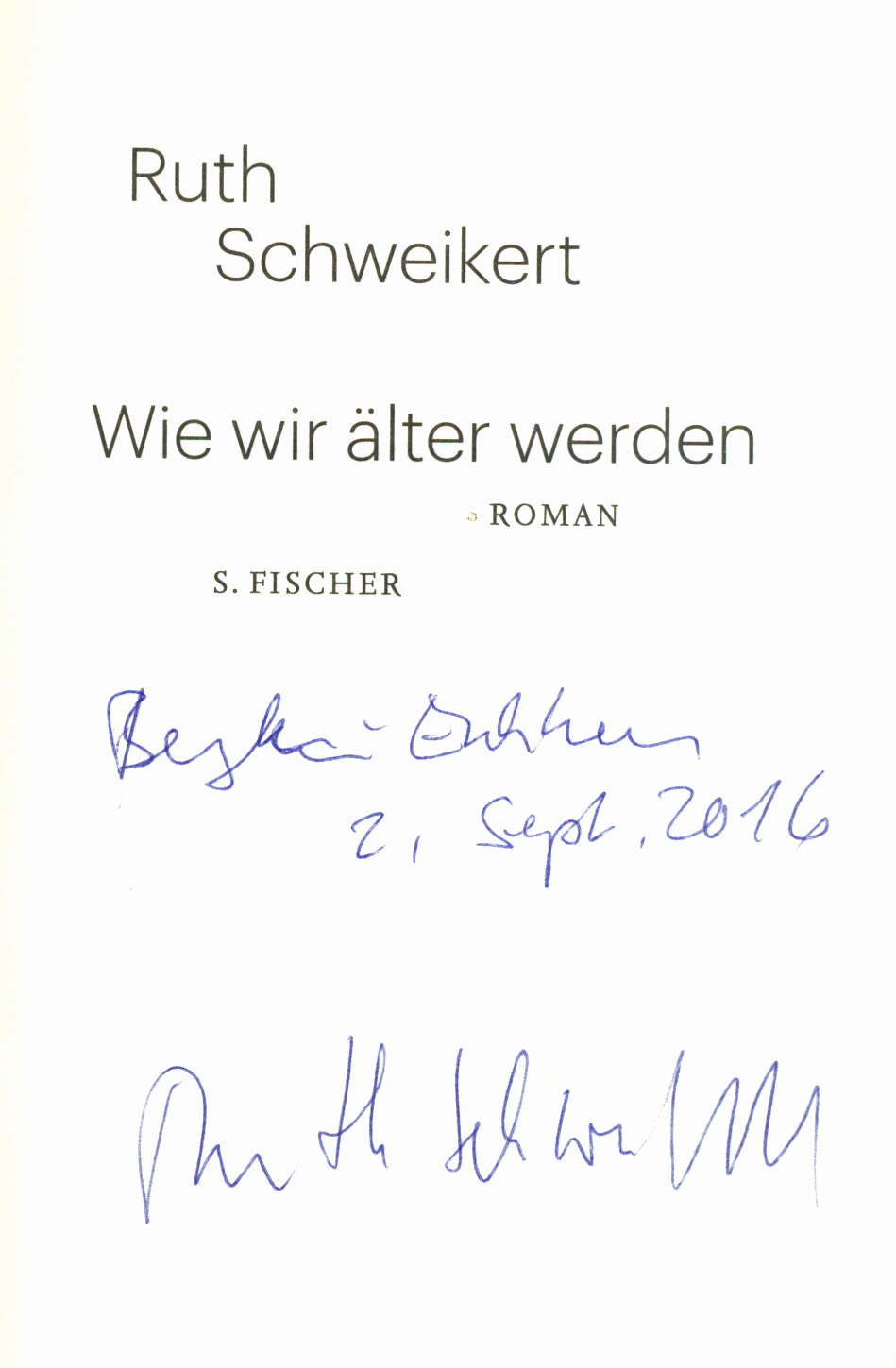
Dédicace de Ruth Schweikert de 2016.

Dans son premier recueil de nouvelles, Ruth Schweikert utilise un style sobre, factuel, en s'attachant à ne pas nommer les sentiments. Elle y utilise une sorte de répétition narrative : les sujets des sept nouvelles sont toutes de jeunes femmes entre 25 et 30 ans, confrontées à la petite-bourgeoisie locale dans leur statut de « mère célibataire ». Leurs parents sont invariablement les mêmes, avec une mère se réfugiant dans la gestion de son foyer pour ne pas être secrétaire, et un père respecté à l'extérieur, mais terriblement faible.
La trame narrative des œuvres de Ruth Schweikert est souvent décrite comme lacunaire, avec des « trous narratifs » délibérés dans Wie wir älter werden. Le processus est poussé à son maximum dans sa pièce de théâtre Welcome home, où comédiens et spectateurs sont filmés et projetés sur des écrans, mais où les spectateurs n'ont qu'une vision limitée de l'action, sauf s'ils se déplacent. Le même mécanisme est utilisé dans son essai autobiographique, avec une conception fragmentaire du texte jugée très frappante par un critique littéraire du Spiegel, assortie de phrases coupées et de mots mal orthographiés.
Les récits sont faits de multiples aller-retours dans le futur et de flash-backs ou rétrospectives,,,.

## Activités culturelles et politiques
Elle préside Suisseculture, l'organisation faîtière des organisations culturelles suisses, de 2008 à 2012.
Elle participe à la création de l'association « Art + Politique » (Verein Kunst + Politik) en 2009 ou 2010. Née à la suite de de l'initiative populaire fédérale « Contre la construction de minarets » et ne recourant qu'à des actions créatives prenant la forme d'écrits ou de vidéos, cette association s'oppose notamment aux initiatives populaires fédérales « Pour le renvoi des étrangers criminels » et « Halte à la surpopulation – Oui à la préservation durable des ressources naturelles ». Ruth Schweikert est candidate au Conseil national en octobre 2015 sur la liste zurichoise Kunst + Politik, réunissant des personnalités du monde de la culture,.

## Distinctions
- 1994 : Bourse Bertelsmann du prix Ingeborg Bachmann pour 50 Franken[7]
- 1998 : Prix d’honneur de la ville et du canton de Zurich pour Augen zu[7]
- 1999 : Prix de la fondation Schiller suisse pour Augen zu[7]
- 2015 : Prix Stadtschreiber von Bergen (de)[20],[n 1],[22]
- 2016 : Prix littéraire de Soleure[6]
- 2016 : Prix suisse de littérature[5]
- 2016 : Prix artistique de Zurich[23]
- 2020 : Prix Schiller de la Banque cantonale zurichoise pour Tage wie Hunde[24]

## Œuvres

### Nouvelles
- (de) Erdnüsse : Totschlagen, Zurich, Rotpunktverlag, 1994, 139 p. (ISBN 3858690953, lire en ligne) (La poupée fourrée, trad. Erika Scheidegger, Vevey, Aire, 2001, 167 p.  (ISBN 9782881089527))[26],[27]

### Romans
- (de) Augen zu, Zurich, Ammann, 1998, 158 p. (ISBN 3250600245)[28]
- (de) Ohio, Zurich, Ammann, 2005, 214 p. (ISBN 3250600512) (Ohio  (trad. Yasmine Hoffmann et Maryvonne Litaize), Paris, Métailié, 2009, 168 p. (ISBN 9782864246770))[29],[30]
- (de) Wie wir älter werden, Francfort, Fischer, 2015, 270 p. (ISBN 9783100022639) [31]

### Essais
- (de) Paris. Reflexionen. Ein Buchprojekt von Peter Schweizer (Photographie) und Ruth Schweikert (Texte), Pratteln, Edition Schweizer, 1996 (ISBN 3952069515)
- (de) Hin und Her. Ein Dialog zwischen Peter Radelfinger und Ruth Schweikert, Nuremberg, Verlag für moderne Kunst, 2006 (ISBN 393882199X)
- (de) Tage wie Hunde, Francfort, Fischer, 2019, 198 p. (ISBN 9783103973860)[14]

### Théâtre
- Welcome home. Première représentation au Théâtre Neumarkt de Zurich, 1998.

### Scénario
- (en collaboration avec Eric Bergkraut): Wir Eltern. Film. Suisse, 2019[32].

### Ouvrages collectifs
- (de) Lukas Bärfuss, Shahnaz Bashir, Mansoura El-Ezedin, Martin Frank, Peter Geimer, Melinda Nadji-Abonji, Noëlle Revaz, Ruth Schweikert, Michelle Steinbeck, Aveek Sen et Julia Weber (photogr. Hans Danuser, Dunja Evers, Joakim Eskildsen, Luigi Ghirri, Jitka Hanzlová, Roni Horn, Zoe Leonard, Annelies Strba), Nachbilder : Eine Foto Text Anthologie, Leipzig, Spector Books, 2021 (présentation en ligne)[25]
- (de) Guy Krneta, Martin R. Dean, Franz Hohler, Georg Kreis, Antoinette Rychner, Ruth Schweikert, Julia Weber et Daniel Rothenbühler, Unsere Schweiz : Ein Heimatbuch für Weltoffene [« Notre Suisse - Un livre d'accueil pour les personnes cosmopolites »], Bâle, Zytglogge, 2019 (présentation en ligne)[25]